# Eremobina hillii
Eremobina hillii är en fjärilsart som beskrevs av Augustus Radcliffe Grote 1876. Eremobina hillii ingår i släktet Eremobina och familjen nattflyn. Inga underarter finns listade i Catalogue of Life.